# コーシー・リーマンの方程式
数学の複素解析の分野において、コーシー・リーマンの方程式（英: Cauchy–Riemann equations）は、2つの偏微分方程式からなる方程式系であり、連続性と微分可能性と合わせて、複素関数が複素微分可能すなわち正則であるための必要十分条件をなす。コーシー・リーマンの関係式とも呼ばれる。オーギュスタン＝ルイ・コーシーおよびベルンハルト・リーマンの両者にちなんで名付けられた。この方程式系に最初に言及したのはジャン・ル・ロン・ダランベールの著作である。後に、レオンハルト・オイラーはこの方程式系を解析関数と結びつけた。コーシーはさらにコーシー・リーマンの方程式を彼の関数論を構築するために用いた。関数論に関するリーマンの論文は1851年に発表された。
実2変数の実数値関数の対 u(x, y), v(x, y) に関するコーシー・リーマンの方程式は次の2つの方程式である。
{\displaystyle {\begin{aligned}({\text{1a}})\qquad &{\frac {\partial u}{\partial x}}={\frac {\partial v}{\partial y}}\\[6pt]({\text{1b}})\qquad &{\frac {\partial u}{\partial y}}=-{\frac {\partial v}{\partial x}}\end{aligned}}}
通常、u と v は複素1変数 z = x + iy の複素数値関数のそれぞれ実部と虚部が取られる： f(x + iy) = u(x,y) + iv(x,y)。u と v は、R2 から R への関数と考えて、複素平面 C の開部分集合の一点において実微分可能であると仮定する。これは u と v の偏微分が存在し、f の小さい変分を線型に近似できることを意味する（偏導関数は連続とは限らない）。すると f = u + iv がその点で複素微分可能であることと u と v の偏微分がその点においてコーシー・リーマンの方程式 (1a), (1b) を満たすことが同値となる。コーシー・リーマンの方程式を満たす偏微分の存在だけではその点で複素微分可能とはいえない。u と v が実微分可能であることが必要であり、これは偏導関数の存在よりも強い条件であるが、これらの偏導関数が連続である必要はない。
正則性は複素関数が C の開連結部分集合（これは C の領域と呼ばれる）のすべての点において微分可能であるという性質である。したがって、複素関数 f で、実部 u と虚部 v が実微分可能なものが正則であるための必要十分条件は、方程式 (1a), (1b) が扱っている領域の全体で満たされることである。正則関数は解析的であり、また逆も成り立つ。つまり、複素解析において、領域全体で複素微分可能（正則）な関数は解析関数と同じものである。これは実微分可能な関数に対しては成り立たない。
実際の用法としては、ある関数 f(z) が微分不可能であることを、コーシー・リーマンの方程式が成り立たないことから示すことが多い。

## 具体例
z = x + iyとすると、複素関数 f(z) = z2は z 平面上の全ての点で微分可能である。
{\displaystyle f(z)=(x+iy)^{2}=x^{2}-y^{2}+2ixy}
このとき、f(z) の実部 u と虚部 v は
{\displaystyle u(x,y)=x^{2}-y^{2},\ \ v(x,y)=2xy.}
偏導関数は次のようになる。
{\displaystyle {\dfrac {\partial u}{\partial x}}=2x,\ \ {\dfrac {\partial u}{\partial y}}=-2y,\ \ {\dfrac {\partial v}{\partial x}}=2y,\ \ {\dfrac {\partial v}{\partial y}}=2x.}
これは
{\displaystyle {\frac {\partial u}{\partial x}}={\frac {\partial v}{\partial y}},\ \ {\frac {\partial u}{\partial y}}=-{\frac {\partial v}{\partial x}}}
であるから、
{\displaystyle {\begin{aligned}({\text{1a}})\qquad &{\frac {\partial u}{\partial x}}={\frac {\partial v}{\partial y}}\\[6pt]({\text{1b}})\qquad &{\frac {\partial u}{\partial y}}=-{\frac {\partial v}{\partial x}}\end{aligned}}}
のコーシー・リーマンの方程式を満たしている。

## 解釈および再定式化
先述の等式は複素解析の文脈においてある関数が微分可能であるかの条件を示す一つの方法であった。言い換えれば、ひとつだけの複素変数を持つ関数（複素関数）の概念を、伝統的な微分法を用いて包括するものである。この概念を表すメジャーな方法は他にも幾つかあるが、しばしば他の言葉への言い換えが必要となる。

### 等角写像
まず、コーシー・リーマンの方程式は複素形式に書くことができる。
(2)    {\displaystyle {i{\dfrac {\partial f}{\partial x}}}={\dfrac {\partial f}{\partial y}}}
この形式において、コーシー・リーマンの方程式は構造的にヤコビ行列が次の形式のものになる条件に等しい。
{\displaystyle {\begin{pmatrix}a&-b\\b&\;\;a\end{pmatrix}}}
ただし、 {\displaystyle a=\partial u/\partial x=\partial v/\partial y} および {\displaystyle b=\partial v/\partial x=-\partial u/\partial y}。この形式の行列は複素数の行列表現である。幾何学的には、そのような行列は常に相似拡大を伴う回転の合成写像であり、特に角度を保存する。関数 f(z) のヤコビアンはzにおいて2曲線の交差する点において無限小の線分を持ち、それらを f(z) の対応部分に回転する。従って、ゼロではない導関数を持つコーシー・リーマンの方程式を満たす関数は平面において曲線間の角度を保存する。すなわち、コーシー・リーマンの方程式はある関数が司る写像が等角写像であるための条件となる。
さらに、等角写像同士の合成もまた等角写像となることから、等角写像を伴うコーシー・リーマンの方程式の解の合成は、それ自体がコーシー・リーマンの方程式の解となる必要がある。よって、等角的に不変である。

### 複素微分可能性
{\displaystyle f(z)=u(z)+i\cdot v(z)}
が複素数 z の関数であると仮定する。すると点  z0  での f の複素導関数は（以下のような極限が存在すると仮定すれば）次のように定義される。
{\displaystyle \lim _{\underset {h\in \mathbb {C} }{h\to 0}}{\frac {f(z_{0}+h)-f(z_{0})}{h}}=f'(z_{0})}
もしこの極限が存在するならば、これは実軸または虚軸に沿って h → 0 という極限を取ることで計算することが可能で、どちらで計算するにしても同じ結果となるはずだということが言える。実軸に沿って近づけることで、以下を得る。
{\displaystyle \lim _{\underset {h\in \mathbb {R} }{h\to 0}}{\frac {f(z_{0}+h)-f(z_{0})}{h}}={\frac {\partial f}{\partial x}}(z_{0})}
一方で、虚軸に沿って近づけることで以下を得る。
{\displaystyle \lim _{\underset {h\in \mathbb {R} }{h\to 0}}{\frac {f(z_{0}+ih)-f(z_{0})}{ih}}={\frac {1}{i}}{\frac {\partial f}{\partial y}}(z_{0})}
これら2軸に沿って得た導関数は以下の等式で示されるように互いに等しい。
{\displaystyle i{\frac {\partial f}{\partial x}}(z_{0})={\frac {\partial f}{\partial y}}(z_{0})}
これは点 z0 におけるコーシー・リーマン方程式(2)に等しい。
逆に、もし f : ℂ → ℂ を ℝ2 上の関数であるとみなし、これが微分可能な関数であるなら、 f はコーシー・リーマン方程式を必要十分条件として複素微分可能である。言い換えれば、もし u と v が実微分可能な2つの実数の変数の関数であるなら、 u + iv は明らかに(複素数値の)実微分可能な関数であるが、 u + iv はコーシー・リーマン方程式を必要十分条件として複素微分可能である。
Rudin (1966)に従い、 f を開集合 Ω ⊂ ℂ に定義された複素関数とする。すると、あらゆる z ∈ Ω に関して z = x + iy を書くことで、 Ω を ℝ2 の開部分集合であると見なすことができ、 f を2実数 x と y の関数であると見なすことできる。これは Ω ⊂ ℝ2 を ℂ に写すものである。ここで、 z = z0 においてコーシー・リーマン方程式を考える。 f がΩからのℂの2実変数の関数であり　z0 で微分可能であると仮定する。これは次の線型近似が存在することを仮定することに等しい。
{\displaystyle f(z_{0}+\Delta z)-f(z_{0})=f_{x}\,\Delta x+f_{y}\,\Delta y+\eta (\Delta z)\,\Delta z\,}
ただし、 z = x + iy で、 Δz → 0 なので η(Δz) → 0。{\displaystyle \Delta z+\Delta {\bar {z}}=2\,\Delta x} および {\displaystyle \Delta z-\Delta {\bar {z}}=2i\,\Delta y}であるから、以上の式は以下のように書き直すことができる。
{\displaystyle \Delta f(z_{0})={\frac {f_{x}-if_{y}}{2}}\,\Delta z+{\frac {f_{x}+if_{y}}{2}}\,\Delta {\bar {z}}+\eta (\Delta z)\,\Delta z\,}
2つのウィルティンガーの微分を以下のように定義する。
{\displaystyle {\frac {\partial }{\partial z}}={\frac {1}{2}}{\Bigl (}{\frac {\partial }{\partial x}}-i{\frac {\partial }{\partial y}}{\Bigr )},\;\;\;{\frac {\partial }{\partial {\bar {z}}}}={\frac {1}{2}}{\Bigl (}{\frac {\partial }{\partial x}}+i{\frac {\partial }{\partial y}}{\Bigr )}}
極限 {\displaystyle \Delta z\rightarrow 0,\Delta {\bar {z}}\rightarrow 0} では上の等式は以下のように書くことができる。
{\displaystyle \left.{\frac {df}{dz}}\right|_{z=z_{0}}=\left.{\frac {\partial f}{\partial z}}\right|_{z=z_{0}}+\left.{\frac {\partial f}{\partial {\bar {z}}}}\right|_{z=z_{0}}\cdot {\frac {d{\bar {z}}}{dz}}+\eta (\Delta z),\;\;\;\;(\Delta z\neq 0).}
ここで極限が原点で取られたときに {\displaystyle d{\bar {z}}/dz} が取りうる値を考える。実直線に沿った z に関して、{\displaystyle {\bar {z}}=z}なので、{\displaystyle d{\bar {z}}/dz=1}。同様に、純虚数の z に関して {\displaystyle d{\bar {z}}/dz=-1} なので、{\displaystyle d{\bar {z}}/dz}は原点においてwell-definedではない。 {\displaystyle d{\bar {z}}/dz}がどんな複素数 z に関してもwell-definedでないことは容易に確認できるので、{\displaystyle z=z_{0}}で {\displaystyle (\partial f/\partial {\bar {z}})=0} を必要十分条件として f は z0 で 複素微分可能である。これはまさにコーシー・リーマン方程式であり、 f は z0 で z0 でのコーシー・リーマン方程式を必要十分条件として微分可能である。